# Mormaerdomul de Moray

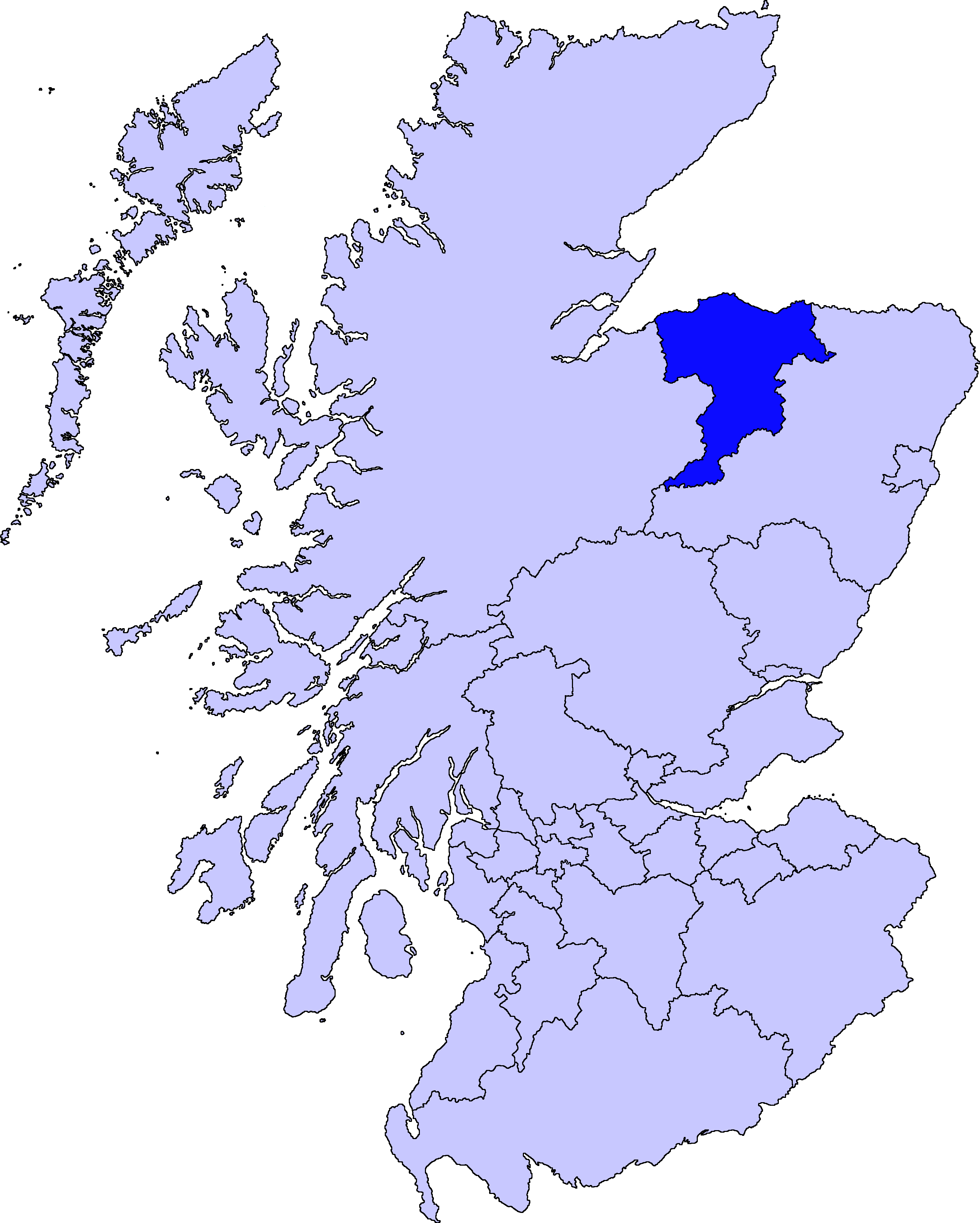
Mormaerdomul de Moray

Mormaerdomul de Moray a fost în Evul mediu un regat scoțian. Mormaerul de Moray era conducătorul acestui regat. Regatul avea Moray în poziție centrală, o regiune (azi 2.238 km²) situată în nord estul Scoției.
| Monarhi din Moray              |                |
| Findláech mac Ruaidrí          | 1014-1020      |
| Máel Coluim mac Máil Brigti    | 1020-1029      |
| Gilla Coemgáin mac Máil Brigti | 1029-1032      |
| Mac Bethad mac Findláich       | 1032-1057      |
| Lulach mac Gillai Coemgáin     | 1057-1058      |
| Máel Snechtai mac Lulaich      | 1058-1078/1085 |
| ?                              |                |
| Óengus                         | ?-1130         |
| ? Uilleam mac Donnchada        | ca. 1130-1147  |
| Monarhi din (Scoția).          |                |